# Eremopterix hova
L'allodola del Madagascar (Eremopterix hova (Hartlaub, 1860)) è un uccello della famiglia Alaudidae, endemico del Madagascar.

## Descrizione
Molto simile alla passera comune per forma del corpo, quest'allodola si distingue da essa dalla colorazione del piumaggio: il becco e grosso, robusto e giallo con la punta rossa, gli occhi grandi e castani. Il resto del piumaggio e completamente grigio chiaro, con striature longitudinali brune scure orlate di bianco sulle ali, dove le remigranti sono nere; il ventre e il petto sono color bianco sporco e le zampe carnicine.

## Distribuzione e habitat
La specie è endemica del Madagascar ove è ampiamente distribuita in quasi tutta l'isola.
Predilige gli spazi aperti (radure boschive, praterie e savane) sino a 2500 m di altitudine.